# Lomtjärnen (Gräsmarks socken, Värmland)
Lomtjärnen är en sjö i Sunne kommun i Värmland och ingår i Göta älvs huvudavrinningsområde. Sjöns area är 0,016 kvadratkilometer och den befinner sig 186 meter över havet.